# Antonio Trillanes IV

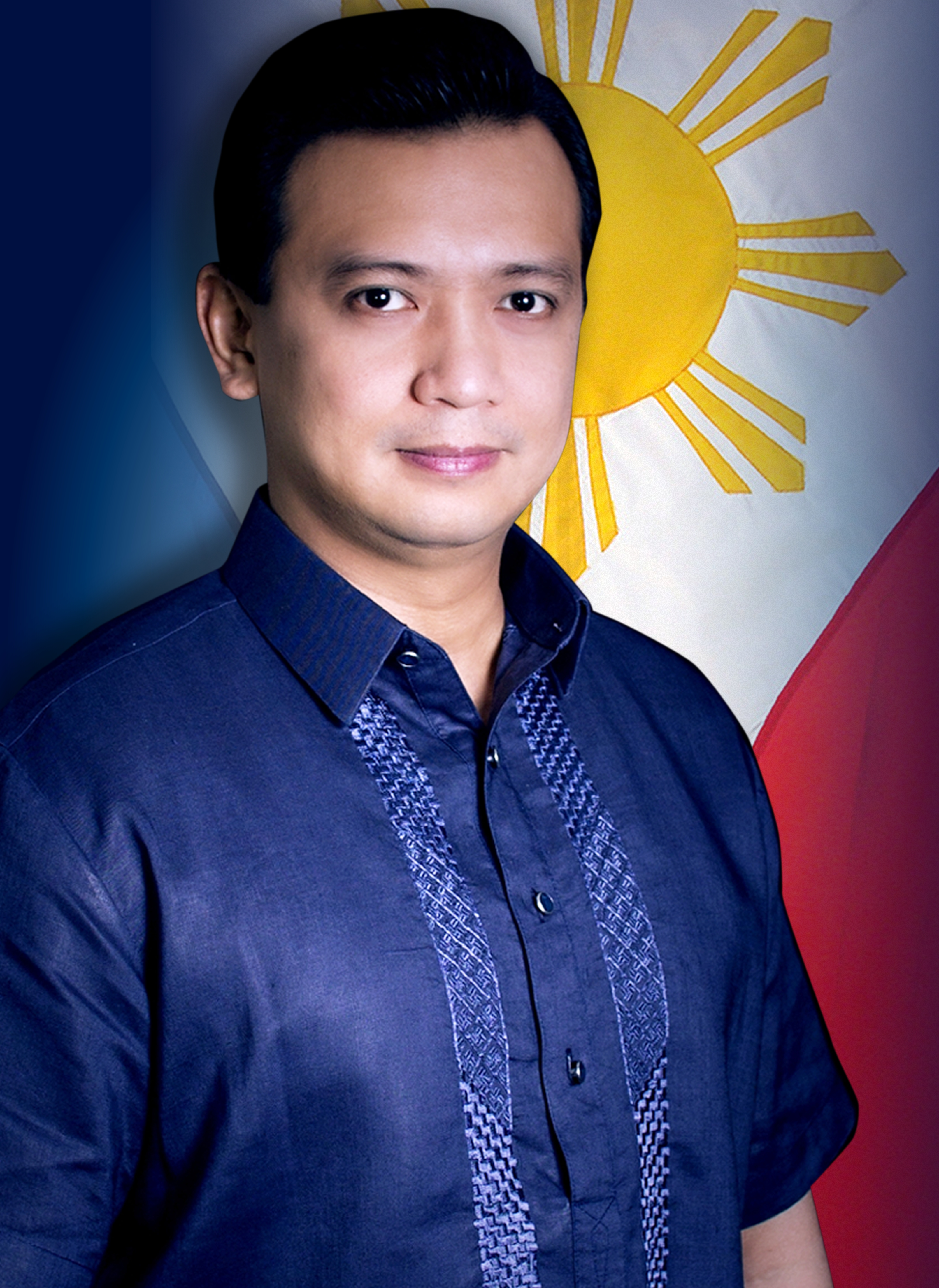
Antonio Trillanes IV

Antonio Fuentes Trillanes IV (Manilla, 6 augustus 1971) is een Filipijns politicus en voormalig militair. Trillanes was de leider van een couppoging op 27 juli 2003 tegen president Gloria Macapagal-Arroyo. Bij deze zogenaamde Oakwood-muiterij bezetten een groep van ruim driehonderd militairen de Oakwood appartementencomplexen in Makati City, waarbij ze dreigden de woontorens op te blazen met explosieven. De actie was bedoeld als protest tegen de in hun ogen corrupte regering van Gloria Macapagal-Arroyo. In de verkiezingen van 2007 won Trillanes IV een senaatszetel onder de vlag van de oppositie (Genuine Opposition). Hij is daarmee de eerste Filipijnse senator die gekozen is terwijl hij in de gevangenis zat. Op 20 december werd Trillanes vrijgelaten nadat hem door president Benigno Aquino III amnestie was verleend.

## Vroege levensloop en carrière
Antonio Trillanes IV werd geboren op 6 augustus 1971 in Manilla. Zijn vader was Antonio Trillanes sr. De twee oudere broers van Trillanes heten ook Antonio: Antonio Trillanes jr. en Antonio Trillanes III. Van 1975 tot 1987 volgde Trillanes lager en middelbaar onderwijs in Quezon City. In 1987 begon hij aan ingenieursopleiding Elektronica en communicatie aan de De La Salle University-Manila. Vier jaar later behaalde hij zijn Bachelor-diploma. Van 1991 tot 1995 volgde hij een Bachelor opleiding aan de Philippine Military Academy.
Trillanes IV maakte vervolgens carrière in de Filipijnse marine. Een opvallende operatie waar hij bij betrokken was, was de reddingsoperatie om overlevenden van de M/V Princess of the Orient, die tijdens de tropische storm Vicki zonk in 1998 te redden. In zijn vijf jaar durende carrière op zee was hij betrokken bij vele acties van de Filipjinse marine tegen smokkelaars, illegale jagers en vissers en mensensmokkelaars in de Filipijnse wateren. Daarnaast was hij ook betrokken bij operaties ter ondersteuning van de grondtroepen die ingezet werden door de Filipijnse regering tegen de terreurbeweging Abu Sayyaf en andere opstandelingen. Trillanes was ook werkzaam als officier verantwoordelijk voor de inkoop en hervormde in die tijd het systeem van inkoop drastisch, hetgeen de Filipijnse overheid veel geld bespaarde.

## Oakwood-muiterij
Op 27 juli 2003, namen 321 gewapende militairen onder leiding van luitenant Trillanes IV bezit van het Oakwood appartementencomplex in Makati City. De muiterij zou later bekend worden onder de naam Oakwood-muiterij. De groep ontevreden militairen, die zichzelf "Magdalos" noemden wilden protesten tegen de in hun ogen corrupte president Gloria Macapagal-Arroyo en de legertop. Ze beweerden bovendien dat er aanwijzingen waren dat president een staat van beleg wilde gaan uitroepen. De muiterij werd na 18 uur zonder geweld beëindigd, nadat zich er geen steun vanuit de militairen of de bevolking voor de opstandelingen gekomen was. De opstandelingen werden in staat van beschuldiging gesteld en aangeklaagd.
Na ruim een jaar boden de leiders van de opstand de president hun excuses aan. Die werden geaccepteerd, maar daarbij werd wel aangegeven dat de rechtszaak doorgang zou vinden. In november van 2004 liet Arroyo echter 133 van de 321 soldaten vrij, met als argumentatie, dat zij door hun officieren waren misleid om mee te doen aan de muiterij.
Op 22 augustus 2007 werden twaalf van de magdalos veroordeeld tot oneervol ontslag door een militaire rechtbank.

## Manila Peninsula-muiterij
Op 29 november 2007 liep Trillanes samen ongeveer 30 medeverdachten van de Oakwood-muiterij, waaronder brigadegeneraal Danilo Lim, weg uit de rechtbank waar hun proces naar gevoerd werd. Samen met enkele medestanders, waaronder voormalig vicepresident Teofisto Guingona jr., bezette de groep militairen de tweede verdieping van het Manila Peninsula hotel in Manilla en riepen ze president Gloria Macapagal-Arroyo op om af te treden. Het leger maakte na enkele uren een einde aan de muiterij.

## Periode in de Senaat
Bij de verkiezingen in mei 2007 deed Trillanes mee aan de verkiezingen voor de Senaat van de Filipijnen. Vanuit zijn cel en zonder noemenswaardig budget slaagde hij erin om voldoende stemmen te behalen voor een van de twaalf beschikbare senaatszetels. Hij was daarmee de eerste persoon die er in slaagde om vanuit de gevangenis gekozen te worden in de Senaat. Op 30 juni 2007 werd Trillanes geïnstalleerd als Filipijnse senator. Een verzoek van Trillanes om de sessies van de Senaat te kunnen bijwonen werd op 20 september afgewezen door rechter Oscar Pimentel.
Bij de verkiezingen van 2013 werd Trillanes herkozen als senator voor een nieuwe termijn van zes jaar in de Senaat van de Filipijnen. In zijn periode in de Senaat bleek Trillanes een van de meest productieve senatoren. Enkele van de meest noemenswaardige wetsvoorstellen die door Trillanes ingediend werden en uiteindelijk aangenomen werden tot wet waren de Subsistence Allowance of soldiers and other uniformed personnel, de Strategic Trade and Management Act, Increase in Burial Assistance for Veterans, Cabotage Law, de declaration of Armed Forces of the Philippines Week, de Social Work Law, de Forestry Law, de Chemistry Law de Nutrition and Dietetics Law, de Metallurgical Engineering Law en de Farm Tourism Law

## Voetnoten
1. ↑  gmanews.tv, Makati court grants Trillanes temporary release. Geraadpleegd op 22-12-2010.
2. ↑  GMA NEWS.TV, 12 Magdalos meted dishonorable discharge
3. ↑  Court rejects Trillanes appeal to attend Senate sessions, Gmanews.tv  (20 september 2007)
4. ↑  Trillanes remains the most productive Senator, persbericht Senaat van de Filipijnen (3 september 2015)
5. ↑  Trillanes has most number of national bills passed into law, persbericht Senaat van de Filipijnen (7 juni 2016)

Termijn 2004 - 2010: Biazon · Lapid · Estrada · Enrile · P. Cayetano · Santiago · Gordon · Madrigal · Pimentel · Revilla · Roxas

Termijn 2007 - 2013: Angara · Aquino · Arroyo · A. P. Cayetano · Escudero · Honasan · Lacson · Legarda · Pangilinan · Trillanes · Villar · Zubiri